# Joanna Worek
Joanna Worek (* 23. ledna 1986 Pszczyna) je česká šachistka polského původu. Je členkou klubu ŠK Staré Město. Dříve hrála za SLAVII Kroměříž, ŠK JOLY Lysá nad Labem a další kluby.
V roce 2001 získala bronzovou medaili na mistrovství Evropy do šestnácti let. Hrála za Polsko na šachové olympiádě a na mistrovství Evropy v šachu družstev. V roce 2013 získala titul velmistryně. Její nejvyšší Elo v kariéře bylo 2363.
V roce 2016 přijala české občanství. Byla členkou české reprezentace na šachových olympiádách 2016 a 2018. V roce 2016 se stala mistryní ČR a v roce 2018 získala titul v bleskovém šachu.
V únoru 2023 zaslala na sekretariát Šachového svazu České republiky (ŠSČR) emailem žádost o vyškrtnutí z české národní Elo listiny a vystoupení z ŠSČR.